# サーキット走行専用車
サーキット走行専用車（サーキットそうこうせんようしゃ、track-only car）とは、自動車のカテゴリのひとつで、サーキットでのスポーツ走行に特化した市販車のこと。サーキット専用車とも。

## 概要
スポーツカーは軽量化された車体、高出力エンジン等によって高い運動性能を発揮する。しかし、スポーツカーは公道走行に必要な保安部品や安全装置を搭載する義務があり、それらが制約となって純粋に優れた走行性能を求めることが難しい。
そこで、公道走行に必要な安全装置や、モータースポーツに不要な装備（エアコン、カーオーディオ、後部座席等）を可能な限り省き、サーキットでの走行で高い性能を発揮できるよう、「サーキット走行専用車」というカテゴリが生まれた。
サーキット走行専用車はサーキットでの走行のみを想定し設計されているため、公道では走行できない。ただし、公道を走行できないことはサーキット専用車の必須要件ではない。

## 開発
サーキット走行専用車の種類は大きく2つに分けられる。ひとつは「市販スポーツカーをベースに開発」されたもの、もうひとつは「最初から純粋なサーキット走行専用車として新設計、新開発」されたものである。前者の「市販スポーツカー」がベースの場合、ベース車とは別にサーキット走行専用車のデチューンや、保安部品の追加等で公道走行を可能とした特別仕様車が造られることもある。後者の場合、一般的なスポーツカーではなく、フォーミュラカーの形態を取るものもある（ただし特定のレギュレーションに準拠していないため、レース参戦はできない場合が多い）。
逆に、「一定の台数を生産し、ホモロゲーションを取得すること」「公道走行が可能な乗用車であること」というレギュレーションをクリアするよう、「純粋なサーキット走行専用車」をベースに保安部品を追加し、公道走行を可能とすることで、建前上「乗用車」（ロードカー）とするモデルが作られることもある（FIA GT1クラスなど）。

## 代表的なサーキット走行専用車
- フェラーリ・XXプログラム
  - FXX
  - FXX K
  - 599XX
- パガーニ・ゾンダ R
- パガーニ・ウアイラ R
- マセラティ・MC12コルサ
- ランボルギーニ・セスト・エレメント
- ランボルギーニ・エッセンサSCV12
- ブラバム・BT62
- マクラーレン・P1 GTR
- マクラーレン・セナ GTR
- GMA・T.50sニキ・ラウダ
- 日産・GT-R Club Track edition
- ロータス・イクオス タイプ125
- ロータス・3-イレブン
- アストンマーティン・ヴァルカン
- アストンマーティン・ヴァルキリー AMR Pro
- フォード・GT Mk II
- ポルシェ・935（2018年型）
- ポルシェ・911 GT2 RS クラブスポーツ
- ブガッティ・ボライド

## 販売
サーキット走行専用車を購入した場合、一部の車種はオーナーが自宅の駐車場やガレージに停められず、メーカー側で管理される。この場合、オーナーが競技で走行したくなったときはサーキットを手配しメーカーに連絡することで車両を現場まで届けてもらうことができる。さらに専属メカニックやインストラクターが派遣される車種もある。

## 議論
サーキット走行専用車はしばしばニュルブルクリンクでのラップタイムについて議論される。ニュルブルクリンクでは自動車開発が盛んに行われており、そこでのラップタイムは自動車の、特にスポーツカーの性能のベンチマークのひとつになっている。そのため各メーカーが市販車として最も速いラップタイムを目指して開発を進める。
問題なのはこの「市販車」の定義である。これまでスポーツカーは「公道の走行が可能であること」が前提であり、公道を走行できないものは一般人には購入できないのが常識だった。しかし、サーキット走行専用車の登場によって市販車の定義の範囲を「一般人が購入できるすべての自動車」とするか、「一般人が購入でき、公道を走行できる自動車」とするかを考える必要が生まれた。